# 麥凱程
麥凱程（英語：Alex Mak Hoi Ching，1993年8月14日—），香港法籍男演員、節目主持及商人，曾為無綫電視經理人合約藝員，2020年6月決定息影而專注打理家族生意。

## 簡歷
麥凱程從小在法國波爾多長大，2009至2011年曾就讀文法學校 Lycée F. Magendie，2013至2014年曾到上海師範大學當交流生，2011至2015年間則以優異成績修畢法國高等商業經濟管理學院（BBA INSEEC - École de Commerce Européenne）國際營銷與傳播碩士課程。他涉足娛樂圈前曾從事多項工作，其中包括 Asia Yachting Limited（香港）市務傳訊經理（2015年1至3月）、La Casa Del Campo 每週活動經理（2015年4至9月）、人道援助機構（如 Action Against Hunger、無國界醫生）紐約市分部創業項目合夥人（2015年9至12月）及 Accus Services Ets Fossard 行銷傳播助理（2016年1至4月）等。
麥凱程自小受到香港功夫電影薰陶，希望趁年輕投身演藝界，遂於2016年7月選擇回流參加《香港先生選舉》且成功晉級最後十強。落敗後便加入無綫電視，成為旗下經理人合約藝員，並入讀同年底為期3個月的演藝進修班。2017年，他參與無綫電視旗下官方面書之一「See See TVB」裡一段名為「Lady CEO - 劉心悠（SumYau Liu）女神降臨」的短片，其滑稽表現受到網民注目；2018年因操一口流利的法語而獲余詠珊賞識，有機會主持 J2 旅遊節目《法國潮什麼》及《酒遍全世界4》。
2020年5月，麥凱程在《降魔的2.0》中擔演要角「施勞斯（Ross）」，卻缺席所有宣傳活動，故此被謠傳跟2019年曾參加反對修訂逃犯條例運動有關，而遭無綫電視暫停一切工作。其後，無綫電視企業傳訊部以電郵回應傳媒，指他因急事返回法國，不知道何時復工。直至2020年6月，他便與無綫電視結束合約，隨後向傳媒透露自己在2019年11月患上嚴重抑鬱症而回到波爾多休養；翌年新冠病毒疫情爆發令歐洲汽車電池和電動單車需求急升，因此正式接手家族公司 Accus Services Ets Fossard 的太陽能光伏生意。

## 個人生活
麥凱程與美裔香港人，Natalie Lee於2017年起開始交往，直至2019年兩人步入禮堂。2022年4月，兩人迎來一對雙胞胎女兒，Noelle、Faith。

## 演出作品

### 劇集（無綫電視）
| 首播            | 劇名                  | 角色                       |
| 2017年          | 踩過界                | 蒲 客（第19、22集）        |
| 2017年          | 愛·回家之開心速遞     | Jacky Fan（第168集起）     |
| 2017年          | 老表，畢業喇！        | 大快田侍應（第16、30集）   |
| 2017年          | 誇世代                | 拳擊賽觀眾（第3集）        |
| 2017年          | 誇世代                | 泊車仔（第4集）            |
| 2017年          | 誇世代                | 打 手（第9、10集）         |
| 2017年          | 溏心風暴3             | Billy（第8集）             |
| 2018年          | 果欄中的江湖大嫂      | 壯 男（第6集）             |
| 2018年          | 逆緣                  | 籌款晚會拍賣官（第17集）   |
| 2018年          | 棟仁的時光            | 救生員（第17集）           |
| 2018年          | 跳躍生命線            | 紋身師傅（第4集）          |
| 2018年          | 救妻同學會            | 綠精靈（第1、6 - 8集）     |
| 2019年          | 婚姻合伙人            | 地產經紀（第4集）          |
| 2019年          | 好日子                | 刑事偵緝處探員（第6、8集） |
| 2019年          | 多功能老婆            | 楊偉立                     |
| 2020年          | 機場特警              | 警 員                      |
| 2020年          | 降魔的2.0             | 施勞斯（Ross）             |
| Big Big Channel |                       |                            |
| 2017年          | 降魔的番外篇 - 首部曲 | Maya X                     |
| 2018年          | 我老細唔係人          | Chef Le Mak（第13集）      |
| 2019年          | 我老婆唔係人          | 巴 打（第5集）             |
| 邵氏兄弟        |                       |                            |
| 2020年          | 飛虎之雷霆極戰        | 莊文偉（Jimmy）            |

### 綜藝節目（無綫電視）
| 首播   | 節目名              | 備註     |
| 2017年 | 最緊要好玩          | 固定演出 |
| 2017年 | 流行經典50強        | 固定演出 |
| 2017年 | 最緊要好好玩 消暑版 | 固定演出 |

### 主持節目（無綫電視）
| 首播          | 節目名              | 備註                                                       |
| 2018 - 2019年 | 今期流行            | 與單文柔、黃碧蓮、張寶兒、伍樂怡、丁子朗、孔德賢一同主持   |
| 2018年        | 法國潮什麼          | 與梁芷珮一同主持                                           |
| 2018年        | 酒遍全世界4         | 主持                                                       |
| 2018年        | 萬眾同心齊Countdown | 與張寶兒、魏韵芝、麥明詩、馮盈盈、陸浩明、丁子朗及譚焯升一同主持 |
| 2019年        | 12個夏天            | 與孔德賢及張寶兒一同主持                                   |

## 外部連結
- 麥凱程的Instagram帳戶
- Alex Le Mak的Facebook專頁
- Alex Le Mak 麥凱程的Facebook專頁
- Alex Mak | LinkedIn
- 2016香港先生選舉檔案 - 2. 麥凱程（页面存档备份，存于）